# Kyle Larson
Kyle Miyata Larson (n. 31 iulie 1992, Elk Grove⁠(d), California, SUA) este un pilot auto american profesionist care a concurat în NASCAR Cup Series.
Larson s-a alăturat echipei Chip Ganassi Racing din sezonul 2014 până la începutul sezonului 2020 cu mașina numărul 42. În această echipă, a câștigat nouă victorii în cursă. El a fost suspendat din NASCAR și apoi concediat de la echipa Ganassi în aprilie 2020 din cauza unui incident de discurs rasist în cursele virtuale.
NASCAR a restabilit statutul lui Larson în octombrie 2020. Începând din sezonul 2021, el a concurat în echipa Hendrick Motorsports cu mașina numărul 5.